# Лаура (річка)
Лаура — річка  в Україні (Чернівецька область, Сторожинецький район) та Румунії. Ліва притока Сучави (басейн Дунаю).

## Опис
Довжина річки приблизно 10 км. Формується з багатьох безіменних струмків.

## Розташування
Бере початок на північному сході від Пагорб Цанку.Тече переважно на південний схід через українсько-румунський кордон і в селі Верхній Віков впадає у річку Сучаву, праву притоку Серету.